# Ayuntamiento de Sha Tin
El ayuntamiento de Sha Tin es un ayuntamiento en el centro de la ciudad del distrito de Sha Tin en Hong Kong. Se encuentra cerca de la estación de Sha Tin, Sha Tin Park y New Town Plaza. Es parte del complejo del podio que incluye el Ayuntamiento de Sha Tin, la Biblioteca Pública de Sha Tin y el Registro de Matrimonios de Sha Tin.
El equipamiento estaba gobernado anteriormente por la Diputación Foral pero ha sido transferido a la jurisdicción de la Concejalía de Servicios Culturales y de Ocio .
El Ayuntamiento de Sha Tin abrió sus puertas en enero de 1987.